# Temur Sokhadze
Pas d'image ? Cliquez ici

a Compétitions nationales et continentales officielles uniquement.

b Matchs officiels uniquement.
Dernière mise à jour le 15 septembre 2014.
Temur Sokhadze (en géorgien : თემურ სოხაძე et phonétiquement en français : Témour Sokhadzé), né le 25 mai 1985, est un joueur de l'équipe de Géorgie évoluant au poste d'arrière.

## Carrière de joueur

### En club
- De 2006 à 2007: SCBASTIA XV (Fédérale 2)
- De 2005 à ? :  SA Vierzon rugby (Fédérale 2)
- Krasny Yar
- Novokouznetsk Rugby
- De ? à aujourd'hui :  RC Kochebi

### En équipe nationale
Il a disputé son premier match international avec l'équipe de Géorgie le 12 juin 2005 contre l'équipe de République tchèque.

## Palmarès

### En équipe nationale
- 10 sélections
- 2 points (1 transformation)
- Sélections par année : 1 en 2005, 7 en 2006, 2 en 2009